# Jill Trenary
Jill Ann Trenary (Colorado Springs, Colorado, 1 de agosto de 1968) é uma ex-patinadora artística americana. Ela foi campeã do Campeonato Mundial em 1990, e foi campeã nacional por três vezes.

## Principais resultados
| Resultados                                            | Resultados        | Resultados      | Resultados    | Resultados       | Resultados       | Resultados        | Resultados       | Resultados       | Resultados    | Resultados    | Resultados    | Resultados    |
| Internacional                                         | Internacional     | Internacional   | Internacional | Internacional    | Internacional    | Internacional     | Internacional    | Internacional    | Internacional | Internacional | Internacional | Internacional |
| Evento/Temporada                                      | 1983– 1984        | 1984– 1985      | 1985– 1986    | 1986– 1987       | 1987– 1988       | 1988– 1989        | 1989– 1990       | 1990– 1991       | 1991– 1992    |               |               |               |
| ----------------------------------------------------- | ----------------- | --------------- | ------------- | ---------------- | ---------------- | ----------------- | ---------------- | ---------------- | ------------- | ------------- | ------------- | ------------- |
| Jogos Olímpicos                                       |                   |                 |               |                  | 4.ª              |                   |                  |                  |               |               |               |               |
| Campeonato Mundial                                    |                   |                 |               | 7.ª              | 5.ª              | Medalha de bronze | Medalha de ouro  |                  |               |               |               |               |
| Grand Prix International de Paris                     |                   |                 |               |                  | Medalha de ouro  |                   |                  |                  |               |               |               |               |
| Jogos da Boa Vontade                                  |                   |                 |               |                  |                  |                   |                  | Medalha de prata |               |               |               |               |
| Prize of Moscow News                                  |                   |                 |               | Medalha de prata |                  |                   |                  |                  |               |               |               |               |
| Skate America                                         |                   |                 |               |                  |                  |                   | Medalha de prata |                  |               |               |               |               |
| Skate Canada International                            |                   |                 |               |                  |                  | Medalha de prata  |                  |                  | 4.ª           |               |               |               |
| Troféu Fujifilm                                       |                   |                 |               |                  | Medalha de prata |                   |                  |                  |               |               |               |               |
| Nacional                                              |                   |                 |               |                  |                  |                   |                  |                  |               |               |               |               |
| Campeonato dos Estados Unidos                         |                   |                 | 5.ª           | Medalha de ouro  | Medalha de prata | Medalha de ouro   | Medalha de ouro  |                  |               |               |               |               |
| Campeonato dos Estados Unidos – Júnior                | Medalha de peltre | Medalha de ouro |               |                  |                  |                   |                  |                  |               |               |               |               |
|                                                       |                   |                 |               |                  |                  |                   |                  |                  |               |               |               |               |
| Legenda: Competição não foi disputada nesta temporada |                   |                 |               |                  |                  |                   |                  |                  |               |               |               |               |